# Persephone's bees
Persephone's Bees (literalmente "Las abejas de Perséfone") es un grupo musical originario de Oakland de música electrónica y pop.

## Historia
Crecida en Pyatigorsk, Rusia, la vocalista Angelina Moysov fue inspirada musicalmente por su familia: su madre tocaba música folclórica mientras su hermano tocaba música moderna. Luego de emigrar a Estados Unidos en 1993, ella formó a Persephone's Bees junto con Tom Ayres (guitarra), Paul Bertolino (batería), y Mike Farrell (bajo). 
Su primer disco, City of Love, fue nominado a Mejor Álbum Debut en los California Music Awards, así como ganó la votación a "Mejor Banda en el Área de la Bahía" por SF Weekly. Después, firmaron con Columbia Records y lanzaron su mayor disco, Notes from the Underworld.
Su canción Muzika Dlya Fil'ma está en el videojuego FIFA 07.
Viajaron con The New Cars, abriendo sus conciertos, durante la gira llamada "Winter Road Rage Tour '06".

## Álbumes
- City of Love (2001)
- Notes from the Underworld (2006)
- Selections from the forthcoming new album (EP) (2010)
- New In Berlin (vinyl) (2012)

## En vivo
En sus presentaciones en vivo como en la apertura de conciertos de The New Cars, tocan de 5 a 6 canciones como "Way to Your Heart", "Nice Day", "Muzika Dlya Fil'ma", y "Paper Plane" entre otras. Normalmente terminan con "City of love".

## Publicidad
La canción "City Of Love" fue usada en un corto de la película Hechizada. "Nice Day" es usada en un comercial de Wal-Mart, como en algunos de Hoteles Hilton. "Way to your Heart" appareció en un anuncio de J.C. Penney en febrero de 2007. "Queen’s Night Out" fue usada para un comercial de Gucci. La canción "Home" también fue usada en los créditos del final de un episodio de "Los Sopranos". "City of Love" también se usó en una pasarela de la colección de primavera de Zac Posen, en 2007.